# Булатович, Павле
Павле Булатович (серб. Павле Булатовић; 13 декабря 1948 года, Горньи-Ровци, Колашин — 7 февраля 2000 года, Белград) — югославский политик, министр обороны Союзной Республики Югославии с 1993 года по 2000 год. Был убит в результате покушения.

## Биография
Павле Булатович родился 13 декабря 1948 года в населенном пункте Горньи-Ровци близ Колашина в Социалистической Республике Черногории в составе СФРЮ. Изучал экономику в Подгорице, там же длительное время преподавал и редактировал студенческую газету «Университетское слово». Именно в этот период он стал более тесно взаимодействовать со своим однокурсником Момиром Булатовичем, который активно занимался политикой. После первых многопартийных выборов в Черногории Павле Булатович занял пост министра внутренних дел республики. В 1992 году он занял аналогичный пост уже в федеральном правительстве. Спустя год, в марте 1993, он стал министром обороны Союзной Республики Югославии, на посту которого оставался вплоть до своей гибели. Он был одним из руководителей обороны страны во время войны НАТО против Югославии в 1999 году. Также выступал за скорейшее восстановление военно-технического сотрудничества между Москвой и Белградом. 7 февраля 2000 года он был убит в ресторане футбольного клуба «Рад» в Белграде. Неизвестный стрелял в министра с находящегося поблизости футбольного стадиона. Булатович был доставлен в Военно-медицинскую академию, однако скончался не приходя в сознание.